# 고백심박수
〈고백심박수〉(告白心拍数 고쿠하쿠신박수[*])는 SKE48의 33번째 싱글이다.